# エモーション・アンド・コモーション
エモーション・アンド・コモーション(Emotion & Commotion)は、2010年にリリースされたジェフ・ベックのアルバム。
スタジオ・アルバムとしては、2003年に発売された『ジェフ』より約7年ぶり。セッション作品や企画作を除いて、ベックの通算14枚目にあたるアルバムである。
プロデューサーには、ZTTレコーズのトレヴァー・ホーンとスティーヴ・リプソンを迎え、ZTTのサーム・スタジオ(ロンドン)で制作された。
オーケストラとのコラボレーションを多く取り入れ、カバー曲も多い。また、ジェフ・ベックのアルバムとしては珍しくボーカル曲が多い。
本作はセールス的に大きな成功を収めた。ベックの母国イギリスでは、『フラッシュ』（1985年）以来25年振りに全英アルバムチャート入りして自己最高の21位に達し、アメリカでは『ワイアード』（1976年）以来34年振りにBillboard 200でトップ20入りした。日本のオリコンアルバムチャート10位以内の当時のソロ最年長（65歳9ヶ月）保持者となった。

## 曲目
1. コーパス・クライスティ・キャロル - Corpus Christi Carol 
 ：ジェフ・バックリィのカバー
2. ハマーヘッド - Hammerhead 
 ：ベックの敬愛するヤン・ハマーに捧げられた曲
3. ネヴァー・アローン - Never Alone
4. 虹の彼方に - Over the Rainbow 
 ：映画『オズの魔法使』劇中曲。ライヴでは既に何度か披露されている。
5. アイ・プット・ア・スペル・オン・ユー - I Put a Spell on You 
 スクリーミン・ジェイ・ホーキンスのカバー
6. スリーン - Serene
7. ライラック・ワイン - Lilac Wine 
 ：ジェフ・バックリィのカバー
8. 誰も寝てはならぬ - Nessun Dorma 
 ：ジャコモ・プッチーニの歌劇『トゥーランドット』のアリア
9. ノー・アザー・ミー - There's No Other Me
10. エレジー・フォー・ダンケルク - Elegy for Dunkirk 
 ：映画『つぐない』の劇中歌
11. プア・ボーイ - Poor Boy ※
12. クライ・ミー・ア・リヴァー - Cry Me a River ※

※日本盤のボーナス・トラック

## パーソネル
- ジェフ・ベック - ギター
- タル・ウィルケンフェルド - ベース
- ジェイソン・リベイロ - キーボード
- ヴィニー・カリウタ - ドラムス（#3,6,9）
- Alessia Mattalia - ドラムス（#2）
- en:Clive Deamer - ドラムス（#5）
- en:Earl Harvin - ドラムス（#7,12）
- Stephen Rushton - ドラムス（#11）

### ゲスト・メンバー
- ジョス・ストーン - ボーカル（#5、#9）
- イメルダ・メイ - ボーカル（#7、#11）
- オリヴィア・セイフ - ボーカル（#6、#10）